# Oclusiva retroflexa surda
A consoante oclusiva retroflexa surda é um tipo de fone consonantal utilizada em algumas línguas. Pode ser aspirada /ʈʰ/ ou não aspirada /ʈ/. Esta consoante é encontrada como fonema principalmente (embora não exclusivamente) em duas áreas: Sul da Ásia e Austrália.
O símbolo que representa este som no Alfabeto Fonético Internacional é ⟨ʈ⟩. Como todas as consoantes retroflexas, o símbolo IPA é formado pela adição de um gancho apontando para a direita que se estende da parte inferior do tee (a letra usada para a consoante alveolar equivalente). Em muitas fontes, o tee minúsculo já tem um gancho apontando para a direita, mas ⟨ʈ⟩ se distingue de ⟨t⟩ por estender o gancho abaixo da linha de base.

## Características
- Sua forma de articulação é oclusiva, ou seja, produzida pela obstrução do fluxo de ar no trato vocal.
- Como a consoante também é oral, sem saída nasal, o fluxo de ar é totalmente bloqueado e a consoante é uma plosiva.
- Seu local de articulação é retroflexo, o que significa prototipicamente que ele está articulado subapical (com a ponta da língua enrolada para cima), mas de forma mais geral, significa que é pós-alveolar sem ser palatalizado. Ou seja, além da articulação subapical prototípica, o contato da língua pode ser apical (pontiagudo) ou laminal (plano).
- Sua fonação é surda, o que significa que é produzida sem vibrações das cordas vocais. Em alguns idiomas, as cordas vocais estão ativamente separadas, por isso é sempre sem voz; em outras, as cordas são frouxas, de modo que pode assumir a abertura de sons adjacentes.
- É uma consoante oral, o que significa que o ar só pode escapar pela boca.
- O mecanismo da corrente de ar é pulmonar, o que significa que é articulado empurrando o ar apenas com os pulmões e o diafragma, como na maioria dos sons.

## Ocorrência
| Língua          | Língua                             | Palavra      | AFI             | Tradução          | Notas                                                                |
| --------------- | ---------------------------------- | ------------ | --------------- | ----------------- | -------------------------------------------------------------------- |
| Bengali         | Bengali                            | টাকা           | [ʈaka]          | Taka              | Apical pós-alveolar; contrasta com formas aspiradas e não-aspiradas. |
| Brahui          | Brahui                             | سىٹ          | [asiʈ]          | Um                |                                                                      |
| Inglês          | Dialetos indianos                  | time         | [ʈaɪm]          | Tempo             | Corresponde a alveolar /t/ em outros dialetos.                       |
| Guzerate        | Guzerate                           | ટ            | [ʈə]            | Nome da letra     | Subapical; contrasta com formas aspiradas e não-aspiradas.           |
| Hindustâni      | Hindi                              | टोपी           | [ʈoːpiː]        | Chapeu            | Apical pós-alveolar; contrasta com formas aspiradas e não-aspiradas. |
| Hindustâni      | Urdu                               | ٹوپی         | [ʈoːpiː]        | Chapeu            | Apical pós-alveolar; contrasta com formas aspiradas e não-aspiradas. |
| Hmong           | Hmong                              | raus         | [ʈàu]           | Imerso no líquido | Contrasta com forma aspirada (escrito ⟨rh⟩).                         |
| Iwaidja         | Iwaidja                            | yirrwartbart | [jiɺwɑʈbɑʈ]     | Taipan            |                                                                      |
| Javanês         | Javanês                            | bathang      | [baʈaŋ]         | Cadaver           |                                                                      |
| Canada          | Canada                             | ತಟ್ಟು          | [t̪ʌʈːu]         | Tocar             | Contrasta com formas aspiradas e não-aspiradas.                      |
| Lo-Toga         | Dialeto Lo                         | dege         | [ʈəɣə]          | Nós               | Laminal retroflexa.                                                  |
| Marata          | Marata                             | बटाटा          | [bəʈaːʈaː]      | Batata            | Subapical; contrasta com formas aspiradas e não-aspiradas.           |
| Mutsun          | Mutsun                             | TiTkuSte     | [ʈiʈkuʃtɛ]      | Rasgada           |                                                                      |
| Nepali          | Nepali                             | टोली           | [ʈoli]          | Time              | Apical pós-alveolar; contrasta com formas aspiradas e não-aspiradas. |
| Norueguês       | Norueguês                          | kort         | [kɔʈː]          | Cartão            |                                                                      |
| Nunggubuyu      | Nunggubuyu                         | rdagowa      | [ʈakowa]        | Camarão           |                                                                      |
| Oriá            | Oriá                               | ଟଗର/ṭagara   | [ʈɔgɔrɔ]        | Crepe jasmim      | Apical pós-alveolar; contrasta com formas aspiradas e não-aspiradas. |
| Pachto          | Pachto                             | ټول          | [ʈol]           | Tudo              |                                                                      |
| Punjabi         | Gurmukhi                           | ਟੋਪੀ           | [ʈoːpi]         | Chapéu            |                                                                      |
| Punjabi         | Shahmukhi                          | ٹوپی         | [ʈoːpi]         | Chapéu            |                                                                      |
| Siciliano       | Siciliano                          | latru        | [ˈlaʈɽu]        | Ladrão            |                                                                      |
| Gaélico escocês | Alguns dialetos das ilhas hébridas | árd          | [aːʈ]           | Alto              | Corresponde a sequência /rˠt/ em outros dialetos.                    |
| Sueco           | Sueco                              | karta        | [ˈkʰɑːʈa]       | Mapa              |                                                                      |
| Sylheti         | Sylheti                            | ꠐꠦꠇꠣ           | [ʈexa]          | Taka              |                                                                      |
| Tamil           | Tamil                              | எட்டு          | [eʈːɯ]          | Oito              | Subapical.                                                           |
| Telugo          | Telugo                             | కొట్టు          | [koʈːu]         | Batida            | Contrasta com formas aspiradas e não-aspiradas.                      |
| Torwali         | Torwali                            | ٹىىےل        | [ʈijɛl̥]         | Palavras          | Contrasta com formas aspiradas e não-aspiradas.                      |
| Vietnamita      | Dialetos do sul                    | bạn trả      | [ɓa˧˨ʔɳˀ ʈa˧˩˧] | Você paga         | Pode ser africada.                                                   |
| Welayta         | Welayta                            | [ʈaza]       | [ʈaza]          | Orvalho           |                                                                      |